# Dorian Gray (музичка група)
Dorian Gray је загребачка арт-рок група основана 1982. године.

## Историја
Група је настала 1982. године у постави Масимо Савић (вокал, гитара), Ведран Чупић (гитара), Бранко Терзић (бубњеви), Тони Остојић (клавијатуре) и Емил Крњић (бас). Име групи дао је бубњар Терзић, а по истоименој књизи Оскара Вајлда, што одсликава њихово виђење арт-рока.
Група се у почетку састајала у Галерији загребачког Студентског центра, где су вежбали. Примећенији су постали тек 1983. године, када су почели да наступају у клубовима у Хрватској и Словенији, а исте године су учествовали на YURM-у. Крајем те 1983. године снимили су свој први албум који је носио назив Сјај у тами. Албум је продуцирао Саша Хабић, а омот су урадили Сања Бахарах и Марио Криштофић. Као гости на албуму су се појавили басиста Јадран Здунћ, саксофониста Мирослав Седак Бенчић и Саша Хабић, који је свирао електрични клавир. Овим албумом, група се представила као заступник арт-рока, а Масимова харизма и глас неминовно су довели до медијског пробоја. Као хит са албума највише се издвојила насловна нумера која представља обраду песме The sun ain't gonna shine anymore групе Walker Brothers.
Одмах након издавања деби албума, групу су напустили Терзић, који је касније прешао у групу Свилени, Чупић и Крњић, тако да су нову поставу чинили басиста Јадран Здунић, бубњар Драган Симоновски и гитариста Зоран Цветковић Зок, бивши члан група Прљаво казалиште и Парни ваљак.
Dorian Gray је 1985. године објавио свој други албум под називом За твоје очи. Албум је снимљен у Шведској, а продуцент истог био је Шуне Фергер. Текстове за песме писао је Зок, који је заједно са Масимом радио и музику. Годину дана након тога, група је престала са радом, а фронтмен Масимо Савић посветио се соло каријери.

## Чланови
- Масимо Савић (вокал, гитара)
- Ведран Чупић (гитара, 1982—1983)
- Бранко Терзић (бубњеви, 1982—1983)
- Тони Остојић (клавијатуре)
- Емил Крњић (бас, 1982—1983)

Остали чланови:
- Јадран Здунић (бас, од 1983)
- Драган Симоновски (бубњеви, од 1983)
- Зоран Цветковић Зок (гитара, од 1983)

## Дискографија
Група је у оригиналној постави објавила два албума:
- Сјај у тами (Југотон, 1983)

Продуцент: Саша Хабић
Дизајн и фотографија: Сања Бахарах, Марио Криштофић
- За твоје очи (Југотон, 1985)

Дизајн и фотографија: Сања Бахарах, Марио Криштофић
У другој постави с краја 1990-их година група је објавила албум Dorian Gray 1998, али без запаженијег успеха.